# 天主教永平主教府修道院
天主教永平主教府修道院，位于中国河北省秦皇岛市卢龙县县城古城内城关镇新城西路，已列为河北省文物保护单位。

## 历史
清乾隆四十九年（1785年），天主教北京教区派遣法籍高神甫来永平府卢龙县沙河街传教。光绪二十三年（1898年），罗马教廷从天主教直隶北境代牧区分出设立直隶东境代牧区，由荷兰遣使会负责管理。荷兰籍武致中主教将主教府设于永平府城，至光绪二十七年（1901）落成，称永遵十属天主教总堂。
光绪二十六年农历六月初一（1900年6月27日），义和团于府城隍庙起事，焚教堂，杀教民。至八月十四日，俄兵入城，义和团事败。到1905年，武致中主教用赔款在北街重建永平主教府。教区设主教公署、修道院、圣母修女院，男女私立小学、育婴院，房屋200多间。
太平洋战争后，日军强占主教府，将荷兰籍司铎关押到山东潍县集中营，主教由中国神甫代理，主教府被迫迁往唐山市内。内战期间至1947年，教区已无司铎。
1949年后，教堂由卢龙县委县政府占用。文化大革命期间，教徒活动停止，神父遭殴打，墓地被平，主教府建筑群大部分被拆毁，改建成政府机关的办公楼，七八十年代原教堂改建成政府礼堂，只保存了修道院的四合院。2005年10月13日，经反复协商，落实教产归还唐山教区，教区对主堂进行了改造。2006年8月7日，卢龙天主堂登记成立。

## 建筑
天主教永平主教府建筑群原包括圣母无染原罪天主堂、主教公署、小修院、仁爱修女会会院、男女小学、育婴院、诊所、礼堂，共计建房200间，现仅有修道院保存完好，四合院布局，正方形平面，四面房屋共58间，占地面积2968平方米，建筑面积1040平方米。哥特式建筑风格，少量的窗户还保存有华丽的花窗玻璃。

## 保护
2004年，天主教永平主教府修道院由秦皇岛市政府公布为秦皇岛市文物保护单位。2008年10月23日，天主教永平主教府修道院由河北省人民政府公布为河北省第五批文物保护单位，编号V—5—29。